# Ommata hovorei
Ommata hovorei là một loài bọ cánh cứng trong họ Cerambycidae.